# 友杉篤輝
友杉 篤輝（ともすぎ あつき、2000年11月7日 - ）は、大阪府大阪市住之江区出身のプロ野球選手（内野手）。右投右打。千葉ロッテマリーンズ所属。

## 経歴

### プロ入り前
大阪市立南港桜小学校で1年生の時に野球を始め、大阪市立南港北中学校在学時は硬式野球のクラブチームである和泉ボーイズでプレーしていた。
立正大学淞南高等学校に進学し、1年秋から遊撃手のレギュラーを務めた。高校時代を通して甲子園大会への出場はなく、3年夏は島根県大会準決勝で益田東高校に敗れた。2学年下に谷川唯人がいる。
天理大学に進学し、2年秋から遊撃手のレギュラーに定着し、首位打者。4年春のリーグ戦では首位打者、MVPを受賞し、ハーレムベースボールウィークの日本代表に選出されたが、同年秋のリーグ戦は体調不良に苦しみ打率.194と苦しんだ。ベストナイン4回。
2022年10月5日にプロ志望届を提出。同20日に行われたドラフト会議では、千葉ロッテマリーンズから2位指名を受け、11月17日に奈良市内で入団交渉を行い、契約金7000万円、年俸1200万円（金額は推定）で仮契約を結んだ。背番号は10。担当スカウトは三家和真。

### ロッテ時代
2023年は開幕を一軍で迎え、4月1日の対福岡ソフトバンクホークス戦（福岡PayPayドーム）で、藤岡裕大の代打でプロ初出場およびプロ初打席に立ち、四球を選んだ。同2日の同カードでは「2番・遊撃手」でプロ初の先発出場を果たし、第3打席で初安打を打った。7月18日にはフレッシュオールスターに出場し、イースタン・リーグ選抜の「6番・遊撃手」で起用され、2安打の活躍を見せた。シーズンを通して藤岡と併用で起用され、最終的には64試合に出場し、打率.254、9打点の成績を残した。12月7日には背番号が4に変更されることが発表された。

## 選手としての特徴
抜群の脚力を生かした走塁と守備が魅力的な遊撃手。

## 詳細情報

### 年度別打撃成績
| 年 度     | 球 団     | 試 合 | 打 席 | 打 数 | 得 点 | 安 打 | 二 塁 打 | 三 塁 打 | 本 塁 打 | 塁 打 | 打 点 | 盗 塁 | 盗 塁 死 | 犠 打 | 犠 飛 | 四 球 | 敬 遠 | 死 球 | 三 振 | 併 殺 打 | 打 率 | 出 塁 率 | 長 打 率 | O P S |
| --------- | --------- | ----- | ----- | ----- | ----- | ----- | -------- | -------- | -------- | ----- | ----- | ----- | -------- | ----- | ----- | ----- | ----- | ----- | ----- | -------- | ----- | -------- | -------- | ----- |
| 2023      | ロッテ    | 64    | 209   | 185   | 21    | 47    | 7        | 0        | 0        | 54    | 9     | 9     | 3        | 14    | 1     | 9     | 0     | 0     | 31    | 1        | .254  | .287     | .292     | .579  |
| 2024      | ロッテ    | 125   | 393   | 355   | 33    | 73    | 10       | 0        | 0        | 83    | 15    | 11    | 2        | 19    | 2     | 17    | 0     | 0     | 52    | 5        | .206  | .241     | .234     | .474  |
| 通算：2年 | 通算：2年 | 189   | 602   | 540   | 54    | 120   | 17       | 0        | 0        | 137   | 24    | 20    | 5        | 33    | 3     | 26    | 0     | 0     | 83    | 6        | .222  | .257     | .244     | .510  |

- 2024年度シーズン終了時

### 年度別守備成績
| 年 度 | 球 団  | 遊撃  | 遊撃  | 遊撃  | 遊撃  | 遊撃  | 遊撃     |
| 年 度 | 球 団  | 試 合 | 刺 殺 | 補 殺 | 失 策 | 併 殺 | 守 備 率 |
| ----- | ------ | ----- | ----- | ----- | ----- | ----- | -------- |
| 2023  | ロッテ | 52    | 66    | 151   | 6     | 27    | .973     |
| 2024  | ロッテ | 124   | 159   | 312   | 14    | 48    | .971     |
| 通算  | 通算   | 176   | 225   | 463   | 20    | 75    | .972     |

- 2024年度シーズン終了時
- 各年度の太字はリーグ最高

### 記録
初記録
- 初出場・初打席：2023年4月1日、対福岡ソフトバンクホークス2回戦（福岡PayPayドーム）、8回表に藤岡裕大の代打で出場、嘉弥真新也から四球[13]
- 初先発出場：2023年4月2日、対福岡ソフトバンクホークス3回戦（福岡PayPayドーム）、「2番・遊撃手」で先発出場[14]
- 初安打：同上、6回表に東浜巨から遊撃内野安打[14]
- 初盗塁：2023年4月16日、対オリックス・バファローズ2回戦（ZOZOマリンスタジアム）、8回裏に二盗（投手：宇田川優希、捕手：森友哉）[15]
- 初打点：2023年4月18日、対北海道日本ハムファイターズ4回戦（エスコンフィールドHOKKAIDO）、4回表に金村尚真から中前適時打[16]

### 背番号
- 10（2023年[5][6]）
- 4（2024年[10] - ）

### 代表歴
- 2022 ハーレムベースボールウィーク 日本代表